# Psoralea cinerea
Psoralea cinerea är en ärtväxtart som beskrevs av John Lindley. Psoralea cinerea ingår i släktet Psoralea och familjen ärtväxter. Inga underarter finns listade i Catalogue of Life.